# Venuše, salon krásy
Venuše, salon krásy (v originále Vénus Beauté (Institut)) je francouzský hraný film z roku 1999, který režírovala Tonie Marshall podle vlastního scénáře. Snímek byl oceněn čtyřmi Césary.

## Děj
Angèle pracuje spolu s Marií a Samanthou jako kosmetička v pařížském salonu krásy Vénus Beauté, který provozuje Nadine, a kde si klienti a klientky mezi jednotlivými ošetřeními sdílejí svá neštěstí. Po práci Angèle flirtuje s muži, se kterými se snaží navázat jen minimální vztah tvořený sexem a kamarádstvím. Většinou ale i to selže. Na lásku už nevěří a má proto své důvody. Jednoho rána však na nádraží potká Antoina, do kterého se zamiluje.

## Obsazení
| Nathalie Baye    | Angèle Piana        |
| Bulle Ogier      | Nadine              |
| Samuel Le Bihan  | Antoine DuMont      |
| Jacques Bonnaffé | Jacques             |
| Mathilde Seigner | Samantha            |
| Audrey Tautou    | Marie               |
| Robert Hossein   | letec               |
| Hélène Fillières | Antoinova snoubenka |

## Ocenění
- César pro nejlepší film
- César pro nejlepšího režiséra: Tonie Marshall
- César pro nejslibnější herečku: Audrey Tautou
- César pro nejlepší původní scénář nebo adaptaci: Tonie Marshall

### Nominace
- César pro nejlepší herečku: Nathalie Baye
- César pro nejlepší herečku ve vedlejší roli: Bulle Ogier a Mathilde Seigner